# Léon Le Calvez
Pour les articles homonymes, voir Calvez.
Léon Le Calvez, né le 14 mars 1909 à Moëlan-sur-Mer et mort le 7 juillet 1995 à Créteil, est un coureur cycliste français.

## Biographie
Léon Le Calvez a été formé par Francis Pélissier qui le conseille et le suit. Il passe professionnel en mai 1931.
En 1931 et en 1933, il est sélectionné dans l'équipe de France du Tour de France et participe ainsi aux victoires d'Antonin Magne et Georges Speicher. Il a gagné le Critérium national en 1932. Il finit troisième de Paris-Roubaix en 1933. De 1952 à 1956, il est directeur de l'équipe de l'Ouest au Tour de France, dans laquelle il sélectionne Jean Robic et Jean Malléjac.
En 1931, il apparaît dans son propre rôle dans le film Hardi les gars ! réalisé par Maurice Champreux,.

## Palmarès
- 1928
  - Circuit de l'Eure
  - 3e de Paris-Dieppe
- 1929
  - 2e de Paris-Chauny
  - 3e de Paris-Bourges
- 1930
  - Paris-Sens
  - Paris-Chauny
  - 3e de Paris-Évreux
  - 3e de Paris-Reims
- 1932
  - Critérium national
  - 3e du Grand Prix des Nations
  - 4e de Paris-Tours
- 1933
  - 2e de Paris-Caen
  - 2e du Grand Prix des Nations
  - 3e de Paris-Roubaix
- 1935
  - 1re étape de Paris-Nice
- 1937
  - Circuit du Maine-et-Loire :
    - Classement général
    - 1re étape

  - Circuit d'Angoulême
  - 3e de Paris-Boulogne-sur-Mer
- 1938
  - 3e du Circuit des Vosges
  - 3e du Circuit du Pays d'Auge

## Résultats sur le Tour de France
2 participations
- 1931 : hors-course à la 14e étape,  maillot jaune pendant une étape
- 1933 : 17e